# Kjeld Ulrich
Kjeld Ulrich Jørgensen (født 21. maj 1942 i Odense, død 13. september 2023) var en dansk kunstner, kendt for sine udtryksfulde og ofte minimalistiske værker.
Han blev uddannet på Det Fynske Kunstakademi under vejledning af Kaj Kylborg, og hans værker har været udstillet bredt, både i Danmark og internationalt, på steder som Art Copenhagen, Art Miami og Stockholm Art Fair.
Ulrichs kunstneriske stil er inspireret af både fransk og amerikansk kunst, især collagekunsten hos Robert Rauschenberg og den ekspressionistiske tradition hos Robert Motherwell (en). Han var i en periode bosat i Frankrig, og dette ophold påvirkede hans kunst, hvor han ofte integrerede franske elementer, som avisklip fra Le Monde i sine værker. Dette kan eksempelvis kan ses på hans værker "Art de Vivre" og "L'essentiel".
Hans kunststil kombinerer ofte en rå styrke med en minimalistisk, næsten monokrom tilgang, hvor sorte kalligrafiske linjer og forenklede former fremhæves. Typiske motiver i hans værker inkluderer kvinder, blomster og fugle, som han gengiver med få streger i en balance mellem dynamik og stabilitet.
En del af hans kunstneriske arv er præget af en filosofisk tilgang, som kan minde om Sven Dalsgaards koncept om "kunstens meningsløshed". Samtidig udstråler Ulrichs værker en elegant enkelthed, der indkapsler essensen af livet og kunsten, og dette præg har gjort hans værker særligt eftertragtede på kunstauktioner, hvor hans værker ofte sælges til gode priser.